# 사이타마 리소나 은행
주식회사 사이타마 리소나 은행(株式会社埼玉りそな銀行, Saitama Resona Bank, Limited)은 리소나홀딩스 산하의 도시은행이다. 본점은 사이타마현 사이타마시 우라와구에 소재.